# Dudipta
Dudipta (rus. Дудыпта) je rijeka u Krasnojarskom kraju u Rusiji, desna pritoka Pjasine. Duga je 687 km, a površina slijeva joj je 33,100 km2. Dudipta izvire iz jezera Makar (Jezera Dudipta) i protječe središnjim dijelom sjevernosibirske nizine. Rijeka je plovna u dužini od 150 km uzvodno od ušća. 